# ジョニー・ウィアー (小惑星)
ジョニー・ウィアー (12413 Johnnyweir) は小惑星帯にある小惑星である。ロシア・タタールスタン共和国のカザン大学のエンゲルハート天文台でティムール・クリャチコ (Timur V. Kryachko) が発見した。
2004年から2006年の間、全米選手権を3連覇したアメリカ合衆国の男子フィギュアスケート選手、ジョニー・ウィアーから命名された。